# Hister loandae
Hister loandae är en skalbaggsart som beskrevs av Sylvain Auguste de Marseul 1854. Hister loandae ingår i släktet Hister och familjen stumpbaggar. Inga underarter finns listade i Catalogue of Life.